# Safirblå fluesnapper
Safirblå fluesnapper (latin: Ficedula sapphira) er en spurvefugl, der lever i Asien.